# The Ritz-Carlton Wolfsburg
The Ritz-Carlton Wolfsburg ist ein Fünf-Sterne-Hotel neben der Autostadt Wolfsburg. Das 2000 eröffnete Hotel war das erste der US-amerikanischen Hotelkette Ritz-Carlton in Europa. Das Luxushotel beherbergt 147 Zimmer und 23 Suiten.

## Entstehungsgeschichte, Lage, Architektur und Design

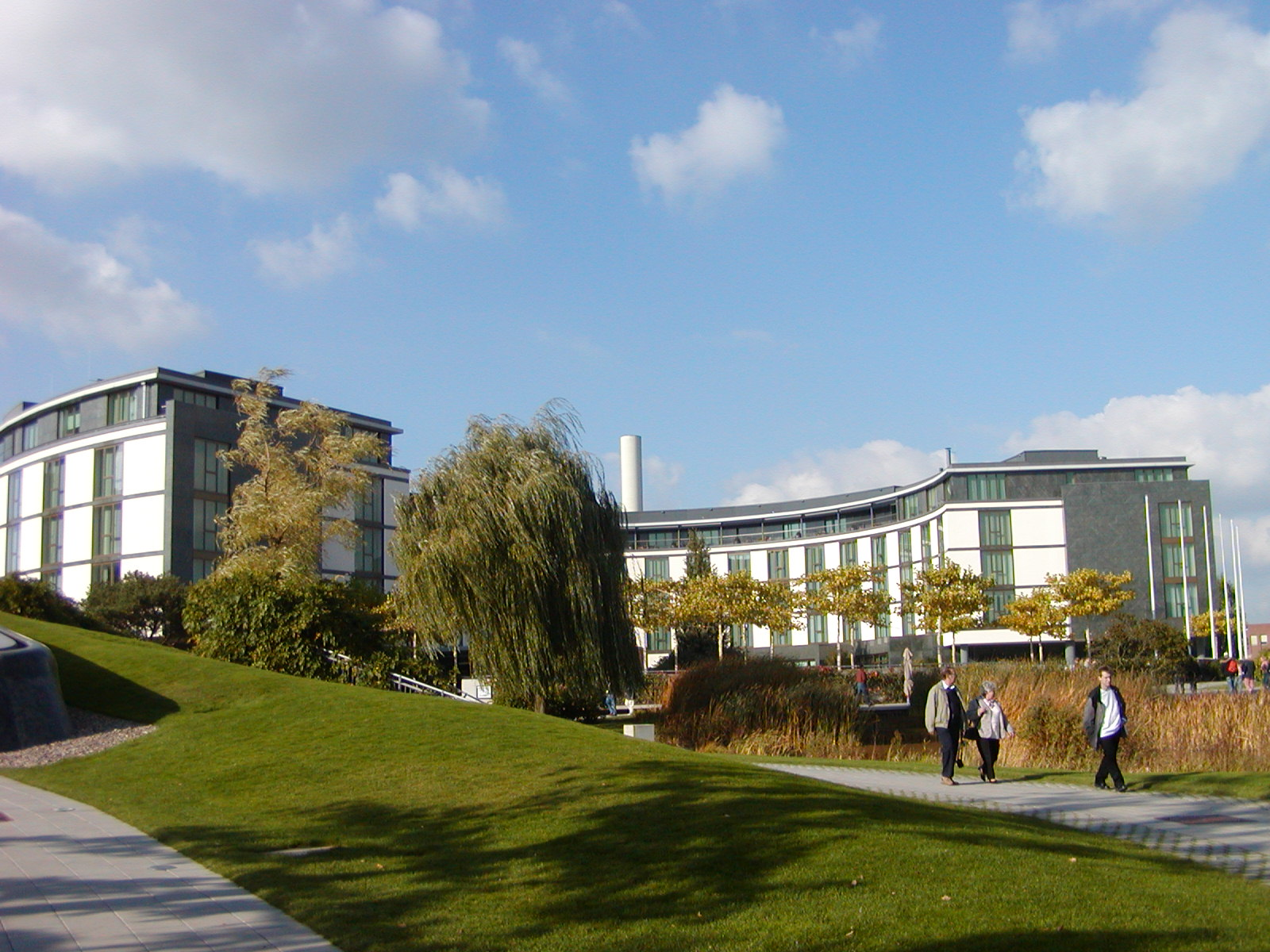
Ritz-Carlton Wolfsburg

Der Bau des Hotels wurde vom damaligen Vorstandsvorsitzenden der Volkswagen AG, Ferdinand Piëch, initiiert. Das Hotel befindet sich im Besitz der Volkswagen AG und wird von der zu Marriott International gehörenden Hotelkette Ritz-Carlton betrieben.
Der Architekt Gunter Henn entwarf das Hotel mit Blick auf die Fassade des denkmalgeschützten Heizkraftwerks Nord/Süd. Das fünfstöckige Gebäude bildet den Außenumriss eines Zweidrittelkreises ab, wobei der so entstandene Innenhof zur Autostadt geöffnet und die Außenfläche dem Kraftwerk zugewandt ist. Die französische Designerin Andrée Putman entwarf die erste Innenausstattung des Hotels. 2014 stattete der in Paris beheimatete amerikanische Designer Elliott Barnes das Hotel mit einem neuen Innendesign aus, das behagliche Wohnlichkeit schaffen soll und die Kunstsammlung des Hotels auch in den Zimmern und Suiten ausstellt.

## Kunstsammlung
Das Hotel hat eine eigene, mehr als 600 Werke zeitgenössischer Kunst umfassende Sammlung. Sie beinhaltet u. a. Werke von Robert Mapplethorpe, Arnold Newman, Elger Esser, Günther Förg, Rolf Rose, Agnes Forsthuber und Heinrich Heidersberger, dessen überdimensionale Schwarzweißfotografie vom Heizkraftwerk Wolfsburg Nord/Süd im Erdgeschoss ausgestellt ist.

## RestaurantAqua
Das Ritz-Carlton Wolfsburg beherbergt das mit drei Michelinsternen bewertete Restaurant Aqua, das von Sven Elverfeld geleitet wird. 2014 belegte das Aqua zum zweiten Mal einen Platz auf der The World’s 50 Best Restaurants-Liste.

## Spa und Außenpool
Eine weitere Besonderheit bildet der über das ganze Jahr mittels Abwärme aus dem Heizkraftwerk beheizte 40 Meter lange Außenpool, der vor dem Spa als Ponton im Hafenbecken, gegenüber von drei künstlichen Inseln befestigt ist.

## Besondere Vorkommnisse
Am 15. November 2007 war Wendelin Wiedeking, der damalige Vorstandsvorsitzende der Porsche AG und damaliges Aufsichtsratsmitglied der Volkswagen AG, einen Tag vor einer Aufsichtsratssitzung des VW-Konzerns, die sich mit einer Beteiligung oder einem Kauf von VW durch Porsche beschäftigen sollte, zu Gast in einer Suite des Ritz-Carlton Wolfsburg. Bei einer von ihm veranlassten Durchsuchung der Räumlichkeiten wurde ein eingeschaltetes Babyfon gefunden. Sowohl Porsche als auch Volkswagen stellten Strafanzeige gegen Unbekannt wegen „Abhörens“. Der Vorfall wurde nie aufgeklärt.

## Auszeichnungen
- 2009 wurde das Ritz-Carlton Wolfsburg von der Zeitung Feinschmecker zum Hotel des Jahres 2009 gewählt.[11]
- 2025 Forbes Travel Guide Star Bars 2025 hat die Newman‘s Bar als eine der besten Hotelbars weltweit ausgezeichnet.[12]